# (7853) Confucius
(7853) Confucius (2086 T-2) – planetoida z grupy pasa głównego asteroid okrążająca Słońce w ciągu 5,32 lat w średniej odległości 3,05 j.a. Odkryta 29 stycznia 1973 roku.